# Az Igazság Ligája (film, 2017)
Az Igazság Ligája (eredeti cím: Justice League) 2017-ben bemutatott amerikai kalandfilm. A forgatókönyvet Chris Terrio írta. A filmet Zack Snyder rendezte, aki már más DC-filmeket is készített, ilyen például a 2013-as Az acélember, illetve a 2016-os Batman Superman ellen – Az igazság hajnala. A főbb szerepeket Ben Affleck, Henry Cavill, Gal Gadot, Jason Momoa, Ezra Miller, Ray Fisher, Ciarán Hinds, Amy Adams, Willem Dafoe, Jesse Eisenberg, Jeremy Irons, Diane Lane, Connie Nielsen és J. K.  Simmons játssza. 
Az Egyesült Államokban 2017. november 17-én mutatták be, a magyar mozipremier dátuma pedig 2017. november 16.

## Cselekmény
Bruce Wayne (Ben Affleck), azaz Batman tudja, hogy nem vonulhat vissza. A világnak még inkább szüksége van rá, és a hozzá hasonlókra, mióta Superman meghalt. Új szövetségese Diana Prince (Gal Gadot), azaz Wonder Woman. Csapatot toboroznak a nagy számú, repülő, agresszív szárnyas lény és erőteljes uruk ellen, aki el akarja pusztítani az egész világegyetemet, beleértve a Földet.
Batman és Wonder Woman mellé felsorakozik egy csapat metahumán: Aquaman (Jason Momoa), Cyborg (Ray Fisher) és Flash (Ezra Miller). Amikor összefognak, és tervet kovácsolnak, rájönnek, hogy talán még az egyesített erejük is kevés lesz a gonosz lények legyőzéséhez. Szükségük lenne Supermanre (akinek halálához Batmannek is köze van). A lények által keresett „varázsdoboz” hatalmas energiával rendelkezik, ami egy egész bolygó átalakításához is elég lenne. Az egyik ilyen dobozt felhasználva a csapat „feltámasztja” Supermant, aki nem örül az újbóli életre kelésnek, de barátnője, Lois Lane ráébreszti, hogy a többieknek (és az emberiségnek) szüksége van rá.

## Szereplők

### A Liga tagjai
| Szerep                         | Színész      | Magyar hang   | Leírás |
| ------------------------------ | ------------ | ------------- | --- |
| Bruce Wayne / Batman           | Ben Affleck  | Széles Tamás  | Egy metahumánokból álló csoport jótevője, milliárdos, társasági ember, a Wayne Enterprises vezérigazgatója. Annak szenteli az életét, hogy megvédje az otthonát, Gotham Cityt az alvilági bűnözőktől.                    |
| Kal-El / Clark Kent / Superman | Henry Cavill | Welker Gábor  | Egy emberfeletti képességekkel rendelkező túlélő a Krypton bolygóról, aki civilben a Daily Planet újságírója. A Batman Superman ellen – Az igazság hajnala cselekménye során látszólag meghalt.                          |
| Diana Prince / Wonder Woman    | Gal Gadot    | Horváth Lili  | Batman/Bruce Wayne ismerőse, egy 5000 éves halhatatlan amazon harcos hercegnő, aki emberfeletti képességekkel rendelkezik.                                                                                               |
| Arthur Curry / Aquaman         | Jason Momoa  | Varga Rókus   | A tenger alatti nemzet, Atlantisz emberfeletti képességekkel rendelkező királya. Atlantiszi öröksége révén képes víz alatt lélegezni és nagy sebességgel úszni, valamint telepatikusan irányítani a tengeri élőlényeket. |
| Barry Allen / Flash            | Ezra Miller  | Jéger Zsombor | Central City metahumán törvényszéki nyomozója, aki emberfeletti sebességgel képes mozogni. |
| Victor Stone / Cyborg          | Ray Fisher   | Gacsal Ádám   | Egy korábbi főiskolai sportoló, akit egy majdnem végzetes baleset után apja kibernetikusan újjáépített. |

### Egyéb szereplők
| Szerep                   | Színész         | Magyar hang        | Leírás |
| ------------------------ | --------------- | ------------------ | --- |
| Steppenwolf              | Ciarán Hinds    | Rosta Sándor       | A világok pusztítója aki igazából csak egy báb az intergalaktikus zsarnok, Darkseid kezében.                           |
| Lois Lane                | Amy Adams       | Ruttkay Laura      | Superman barátnője, újságíró                                                                                           |
| Lex Luthor               | Jesse Eisenberg | Hamvas Dániel      | A LexCorp vezetőigazgatója és Superman egyik ádáz ellenfele. Azt tervezi, hogy létrehoz egy gonosztevőkből álló ligát. |
| Alfred Pennyworth        | Jeremy Irons    | Hirtling István    | Batman inasa |
| Martha Kent              | Diane Lane      | Kovács Nóra        | |
| Hippolyta királynő       | Connie Nielsen  | Tóth Enikő         | |
| Slade Wilson/Deathstroke | Joe Manganiello | Szabó Győző        | Bérgyilkos, akit Luthor felkér, hogy csatlakozzon a Végzet Légiójához                                                  |
| James Gordon             | J. K. Simmons   | Barbinek Péter     | Gotham rendőrfelügyelője                                                                                               |
| Nuidis Vulko             | Willem Dafoe    | Sörös Sándor       | |
| Mera                     | Amber Heard     | Bogdányi Titanilla | |

## Fordítás
- Ez a szócikk részben vagy egészben  a   Justice League (film) című angol Wikipédia-szócikk fordításán alapul.  Az eredeti cikk szerkesztőit annak laptörténete sorolja fel. Ez a jelzés csupán a megfogalmazás eredetét és a szerzői jogokat jelzi, nem szolgál a cikkben szereplő információk forrásmegjelöléseként.